# The Possibility and the Promise
The Possibility and the Promise è il primo album in studio del gruppo emo/pop punk statunitense Amber Pacific, pubblicato nel 2005.

## Tracce
1. Everything We Were Has Become What We Are – 2:59
2. Poetically Pathetic – 3:22
3. Gone So Young – 3:25
4. Save Me from Me – 2:48
5. Postcards – 3:11
6. For What It's Worth – 3:34
7. The Right to Write Me Off – 3:19
8. The Sky Could Fall Tonight – 3:41
9. Falling Away – 3:01
10. Always You (Good Times) – 4:09
11. If I Fall – 3:56
12. Can't Hold Back – 3:34